# Père Lacroix háza (Cezanne-kép)
A Père Lacroix háza Paul Cezanne festménye, amely a washingtoni National Gallery of Art gyűjteményének része.

## Keletkezése
1873-ban Cézanne a Párizshoz közeli Auverse-be költözött, ahol megfestette a Lacroix-házat. Az épület közel esett Camille Pissarro házához, és a két művész gyakran festett együtt 1873–1874-ben. Szintén a településen lakott Paul Gachet orvos-műgyűjtő, aki Vincent van Gogh-ot kezelte később. Cézanne talán abban reménykedett, hogy a gyűjtő vásárol képet tőle, mivel akkor még elkerülte a siker.
A Lacroix-ról készült képet a művész datálta és aláírta, ami szokatlan tőle, esetleg egy támogatónak vagy bemutatásra szánta Pissaro sürgetésére. A ragyogó zöld, sárga és narancs ecsetvonások visszatükrözik Pissaro Cézenne-nak adott tanácsát: palettájáról a korábbi sötét árnyalatok helyett csak a három alapszínt használja.
A festmény tulajdonosai között volt Alphonse Kann műgyűjtő, akiről Marcel Proust Az eltűnt idő nyomában egyik főszereplőjét, Charles Swannt mintázta részben. A képet 1937. november 27-én vásárolta meg a New York-i Chester Dale, az ő hagyatékából került a festmény National Gallery of Artba 1963-ban.